# Contagem
Contagem és una ciutat de l'estat brasiler de Minas Gerais. La seva població era de 608 650 habitants en 2007. Forma part de la Regió Metropolitana de Belo Horizonte.